# Trofeo Joan Gamper 2018
El Trofeo Joan Gamper 2018 fue la  LIII edición  del torneo amistoso. El encuentro se disputó el 15 de agosto de 2018 en el Camp Nou. En esta ocasión el F. C. Barcelona se enfrentó a Boca Juniors, siendo esta la sexta participación del equipo argentino. La última vez que ambas escuadras se enfrentaron fue en 2008, en la cuatrigésima edición del trofeo, con victoria culé por 2-1.
Fue la primera edición del certamen que cuente con el sistema de árbitro asistente de video (VAR). El colegiado designado para el partido no fue como de costumbre catalán, sino que fue escogido por el Comité Técnico de Árbitros de La Liga, encabezando la terna el navarro Alberto Undiano Mallenco.

## Partido
| 1     | POR   | Marc-André ter Stegen | 46' |
| 20    | DEF   | Sergi Roberto         | 46' |
| 3     | DEF   | Gerard Piqué          | 46' |
| 23    | DEF   | Samuel Umtiti         | 46' |
| 27    | DEF   | Juan Miranda          | 65' |
| 22    | MED   | Arturo Vidal          | 46' |
| 4     | MED   | Ivan Rakitić          | 46' |
| 7     | MED   | Philippe Coutinho     | 46' |
| 14    | DEL   | Malcom                | 64' |
| 19    | DEL   | Munir El Haddadi      | 65' |
| 10    | DEL   | Lionel Messi          | 46' |
| D. T. | D. T. | Ernesto Valverde      |     |

| 31    | POR   | Esteban Andrada            |     |
| 4     | DEF   | Julio Buffarini            |     |
| 2     | DEF   | Paolo Goltz                |     |
| 24    | DEF   | Carlos Izquierdoz          |     |
| 20    | DEF   | Lucas Olaza                | 77' |
| 15    | MED   | Nahitan Nández             | 63' |
| 16    | MED   | Wilmar Barrios             | 63' |
| 30    | MED   | Emanuel Reynoso            | 46' |
| 17    | DEL   | Ramón Ábila                | 46' |
| 10    | DEL   | Edwin Cardona              | 46' |
| 22    | DEL   | Sebastián Villa            |     |
| D. T. | D. T. | Guillermo Barros Schelotto |     |

| 12 | Centrocampista | Rafinha          | 46' |
| 13 | Guardameta     | Jasper Cillessen | 46' |
| 17 | Delantero      | Paco Alcácer     | 46' |
| 8  | Centrocampista | Arthur Melo      | 46' |
| 2  | Defensa        | Nélson Semedo    | 46' |
| 24 | Defensa        | Thomas Vermaelen | 46' |
| 15 | Defensa        | Clément Lenglet  | 46' |
| 28 | Centrocampista | Ricard Puig      | 46' |
| 11 | Delantero      | Ousmane Dembélé  | 64' |
| 9  | Delantero      | Luis Suárez      | 65' |
| 5  | Centrocampista | Sergio Busquets  | 65' |

| 7  | Delantero      | Cristian Pavón   | 46' |
| 19 | Delantero      | Mauro Zárate     | 46' |
| 8  | Centrocampista | Pablo Pérez      | 46' |
| 32 | Delantero      | Carlos Tévez     | 63' |
| 39 | Centrocampista | Agustín Almendra | 63' |
| 3  | Defensa        | Emmanuel Mas     | 77' |

| 18' · 39' · 67' | Malcom Lionel Messi Rafinha | 1:0 2:0 3:0 |

| 33' · 79' | Arturo Vidal Sergio Busquets |

| Principal  | Undiano Mallenco       |
| Asistentes | Alonso Fernández       |
|            | Prieto López de Cerain |
| Cuarto     | Brull Acerete          |

| VAR            | Jaime Latre |
| Asistentes VAR | Bueno Mateo |

|  |                    |     |     |
|  | Tiros              | 21  | 13  |
|  | Tiros a puerta     | 8   | 4   |
|  | Faltas             | 12  | 13  |
|  | Saques de esquina  | 3   | 7   |
|  | Penaltis           | 0   | 0   |
|  | Fueras de juego    | 1   | 2   |
|  | Posesión del balón | 64% | 36% |

| 1     | POR   | Marc-André ter Stegen | 46' |
| 20    | DEF   | Sergi Roberto         | 46' |
| 3     | DEF   | Gerard Piqué          | 46' |
| 23    | DEF   | Samuel Umtiti         | 46' |
| 27    | DEF   | Juan Miranda          | 65' |
| 22    | MED   | Arturo Vidal          | 46' |
| 4     | MED   | Ivan Rakitić          | 46' |
| 7     | MED   | Philippe Coutinho     | 46' |
| 14    | DEL   | Malcom                | 64' |
| 19    | DEL   | Munir El Haddadi      | 65' |
| 10    | DEL   | Lionel Messi          | 46' |
| D. T. | D. T. | Ernesto Valverde      |     |

| 31    | POR   | Esteban Andrada            |     |
| 4     | DEF   | Julio Buffarini            |     |
| 2     | DEF   | Paolo Goltz                |     |
| 24    | DEF   | Carlos Izquierdoz          |     |
| 20    | DEF   | Lucas Olaza                | 77' |
| 15    | MED   | Nahitan Nández             | 63' |
| 16    | MED   | Wilmar Barrios             | 63' |
| 30    | MED   | Emanuel Reynoso            | 46' |
| 17    | DEL   | Ramón Ábila                | 46' |
| 10    | DEL   | Edwin Cardona              | 46' |
| 22    | DEL   | Sebastián Villa            |     |
| D. T. | D. T. | Guillermo Barros Schelotto |     |

| 12 | Centrocampista | Rafinha          | 46' |
| 13 | Guardameta     | Jasper Cillessen | 46' |
| 17 | Delantero      | Paco Alcácer     | 46' |
| 8  | Centrocampista | Arthur Melo      | 46' |
| 2  | Defensa        | Nélson Semedo    | 46' |
| 24 | Defensa        | Thomas Vermaelen | 46' |
| 15 | Defensa        | Clément Lenglet  | 46' |
| 28 | Centrocampista | Ricard Puig      | 46' |
| 11 | Delantero      | Ousmane Dembélé  | 64' |
| 9  | Delantero      | Luis Suárez      | 65' |
| 5  | Centrocampista | Sergio Busquets  | 65' |

| 7  | Delantero      | Cristian Pavón   | 46' |
| 19 | Delantero      | Mauro Zárate     | 46' |
| 8  | Centrocampista | Pablo Pérez      | 46' |
| 32 | Delantero      | Carlos Tévez     | 63' |
| 39 | Centrocampista | Agustín Almendra | 63' |
| 3  | Defensa        | Emmanuel Mas     | 77' |

| 18' · 39' · 67' | Malcom Lionel Messi Rafinha | 1:0 2:0 3:0 |

| 33' · 79' | Arturo Vidal Sergio Busquets |

| Principal  | Undiano Mallenco       |
| Asistentes | Alonso Fernández       |
|            | Prieto López de Cerain |
| Cuarto     | Brull Acerete          |

| VAR            | Jaime Latre |
| Asistentes VAR | Bueno Mateo |

|  |                    |     |     |
|  | Tiros              | 21  | 13  |
|  | Tiros a puerta     | 8   | 4   |
|  | Faltas             | 12  | 13  |
|  | Saques de esquina  | 3   | 7   |
|  | Penaltis           | 0   | 0   |
|  | Fueras de juego    | 1   | 2   |
|  | Posesión del balón | 64% | 36% |

| 1     | POR   | Marc-André ter Stegen | 46' |
| 20    | DEF   | Sergi Roberto         | 46' |
| 3     | DEF   | Gerard Piqué          | 46' |
| 23    | DEF   | Samuel Umtiti         | 46' |
| 27    | DEF   | Juan Miranda          | 65' |
| 22    | MED   | Arturo Vidal          | 46' |
| 4     | MED   | Ivan Rakitić          | 46' |
| 7     | MED   | Philippe Coutinho     | 46' |
| 14    | DEL   | Malcom                | 64' |
| 19    | DEL   | Munir El Haddadi      | 65' |
| 10    | DEL   | Lionel Messi          | 46' |
| D. T. | D. T. | Ernesto Valverde      |     |

| 31    | POR   | Esteban Andrada            |     |
| 4     | DEF   | Julio Buffarini            |     |
| 2     | DEF   | Paolo Goltz                |     |
| 24    | DEF   | Carlos Izquierdoz          |     |
| 20    | DEF   | Lucas Olaza                | 77' |
| 15    | MED   | Nahitan Nández             | 63' |
| 16    | MED   | Wilmar Barrios             | 63' |
| 30    | MED   | Emanuel Reynoso            | 46' |
| 17    | DEL   | Ramón Ábila                | 46' |
| 10    | DEL   | Edwin Cardona              | 46' |
| 22    | DEL   | Sebastián Villa            |     |
| D. T. | D. T. | Guillermo Barros Schelotto |     |

| 12 | Centrocampista | Rafinha          | 46' |
| 13 | Guardameta     | Jasper Cillessen | 46' |
| 17 | Delantero      | Paco Alcácer     | 46' |
| 8  | Centrocampista | Arthur Melo      | 46' |
| 2  | Defensa        | Nélson Semedo    | 46' |
| 24 | Defensa        | Thomas Vermaelen | 46' |
| 15 | Defensa        | Clément Lenglet  | 46' |
| 28 | Centrocampista | Ricard Puig      | 46' |
| 11 | Delantero      | Ousmane Dembélé  | 64' |
| 9  | Delantero      | Luis Suárez      | 65' |
| 5  | Centrocampista | Sergio Busquets  | 65' |

| 7  | Delantero      | Cristian Pavón   | 46' |
| 19 | Delantero      | Mauro Zárate     | 46' |
| 8  | Centrocampista | Pablo Pérez      | 46' |
| 32 | Delantero      | Carlos Tévez     | 63' |
| 39 | Centrocampista | Agustín Almendra | 63' |
| 3  | Defensa        | Emmanuel Mas     | 77' |

| 18' · 39' · 67' | Malcom Lionel Messi Rafinha | 1:0 2:0 3:0 |

| 33' · 79' | Arturo Vidal Sergio Busquets |

| Principal  | Undiano Mallenco       |
| Asistentes | Alonso Fernández       |
|            | Prieto López de Cerain |
| Cuarto     | Brull Acerete          |

| VAR            | Jaime Latre |
| Asistentes VAR | Bueno Mateo |

|  |                    |     |     |
|  | Tiros              | 21  | 13  |
|  | Tiros a puerta     | 8   | 4   |
|  | Faltas             | 12  | 13  |
|  | Saques de esquina  | 3   | 7   |
|  | Penaltis           | 0   | 0   |
|  | Fueras de juego    | 1   | 2   |
|  | Posesión del balón | 64% | 36% |

| 1     | POR   | Marc-André ter Stegen | 46' |
| 20    | DEF   | Sergi Roberto         | 46' |
| 3     | DEF   | Gerard Piqué          | 46' |
| 23    | DEF   | Samuel Umtiti         | 46' |
| 27    | DEF   | Juan Miranda          | 65' |
| 22    | MED   | Arturo Vidal          | 46' |
| 4     | MED   | Ivan Rakitić          | 46' |
| 7     | MED   | Philippe Coutinho     | 46' |
| 14    | DEL   | Malcom                | 64' |
| 19    | DEL   | Munir El Haddadi      | 65' |
| 10    | DEL   | Lionel Messi          | 46' |
| D. T. | D. T. | Ernesto Valverde      |     |

| 31    | POR   | Esteban Andrada            |     |
| 4     | DEF   | Julio Buffarini            |     |
| 2     | DEF   | Paolo Goltz                |     |
| 24    | DEF   | Carlos Izquierdoz          |     |
| 20    | DEF   | Lucas Olaza                | 77' |
| 15    | MED   | Nahitan Nández             | 63' |
| 16    | MED   | Wilmar Barrios             | 63' |
| 30    | MED   | Emanuel Reynoso            | 46' |
| 17    | DEL   | Ramón Ábila                | 46' |
| 10    | DEL   | Edwin Cardona              | 46' |
| 22    | DEL   | Sebastián Villa            |     |
| D. T. | D. T. | Guillermo Barros Schelotto |     |

| 12 | Centrocampista | Rafinha          | 46' |
| 13 | Guardameta     | Jasper Cillessen | 46' |
| 17 | Delantero      | Paco Alcácer     | 46' |
| 8  | Centrocampista | Arthur Melo      | 46' |
| 2  | Defensa        | Nélson Semedo    | 46' |
| 24 | Defensa        | Thomas Vermaelen | 46' |
| 15 | Defensa        | Clément Lenglet  | 46' |
| 28 | Centrocampista | Ricard Puig      | 46' |
| 11 | Delantero      | Ousmane Dembélé  | 64' |
| 9  | Delantero      | Luis Suárez      | 65' |
| 5  | Centrocampista | Sergio Busquets  | 65' |

| 7  | Delantero      | Cristian Pavón   | 46' |
| 19 | Delantero      | Mauro Zárate     | 46' |
| 8  | Centrocampista | Pablo Pérez      | 46' |
| 32 | Delantero      | Carlos Tévez     | 63' |
| 39 | Centrocampista | Agustín Almendra | 63' |
| 3  | Defensa        | Emmanuel Mas     | 77' |

| 18' · 39' · 67' | Malcom Lionel Messi Rafinha | 1:0 2:0 3:0 |

| 33' · 79' | Arturo Vidal Sergio Busquets |

| Principal  | Undiano Mallenco       |
| Asistentes | Alonso Fernández       |
|            | Prieto López de Cerain |
| Cuarto     | Brull Acerete          |

| VAR            | Jaime Latre |
| Asistentes VAR | Bueno Mateo |

|  |                    |     |     |
|  | Tiros              | 21  | 13  |
|  | Tiros a puerta     | 8   | 4   |
|  | Faltas             | 12  | 13  |
|  | Saques de esquina  | 3   | 7   |
|  | Penaltis           | 0   | 0   |
|  | Fueras de juego    | 1   | 2   |
|  | Posesión del balón | 64% | 36% |

| Bandera de España                   |
| Campeón F. C. Barcelona 41.º título |